# ウィリアム・カペル (第3代エセックス伯爵)

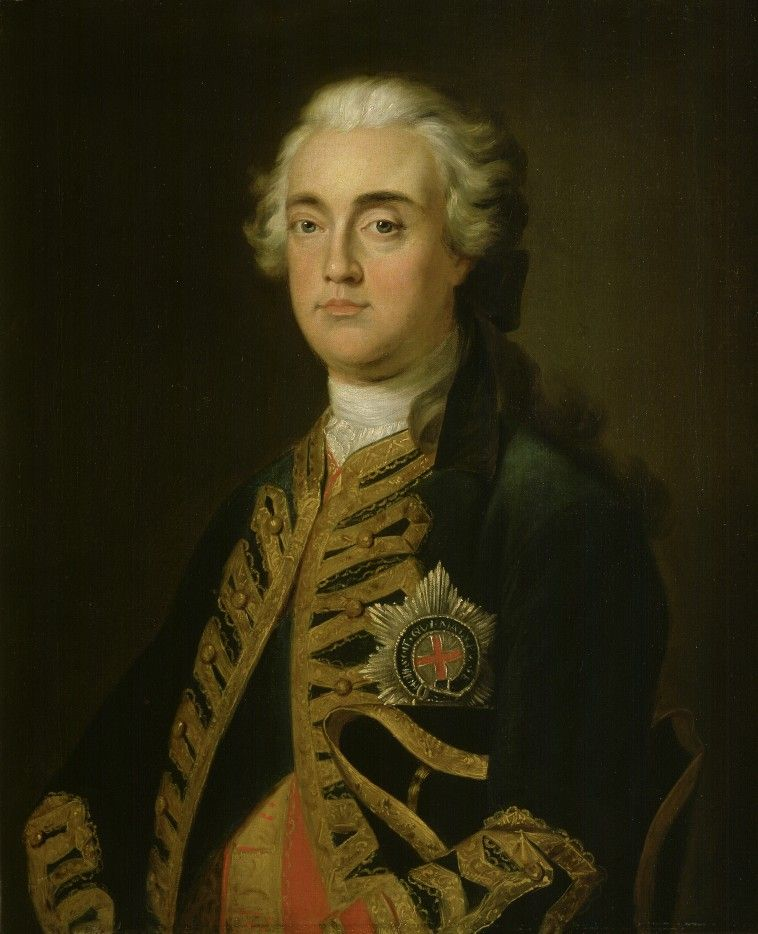
第3代エセックス伯爵の肖像画、ジョージ・ナップトン作、1735年頃。

第3代エセックス伯爵ウィリアム・カペル（英語: William Capell, 3rd Earl of Essex KG KT PC FRS、1697年2月11日 – 1743年1月8日）は、グレートブリテン王国の貴族、廷臣、外交官。

## 生涯
第2代エセックス伯爵アルジャーノン・カペルとアン・ベンティンク（初代ポートランド伯爵ウィリアム・ベンティンクの娘）の長男として、1697年に生まれた。1710年1月10日に父が死去すると、エセックス伯爵の爵位を継承した。
1719年より王太子ジョージの寝室侍従を務め、1727年にジョージがジョージ2世として国王に即位した以降も留任した。1722年にハートフォードシャー統監に任命され、1731年にサルデーニャ王国駐在イギリス全権公使に任命され、1736年まで務めた（1732年に大使に昇格）。また、1727年にセント・ジェームズ・パーク管理人に、1728年にハイド・パーク管理人に任命されたが、両方とも1739年12月4日に国王親衛隊隊長に任命されたときに辞任している。
1725年にシッスル勲章を授与され、1735年2月12日に枢密顧問官に任命され、1738年2月20日にガーター勲章を授与された。1731年11月にフリーメイソンになり、1737年11月17日に王立協会フェローに選出された。また、1739年に創設された捨子養育院の初代総裁の1人だった。
1743年1月8日に死去、ワトフォードで埋葬された。息子ウィリアムが爵位を継承した。

## 家族

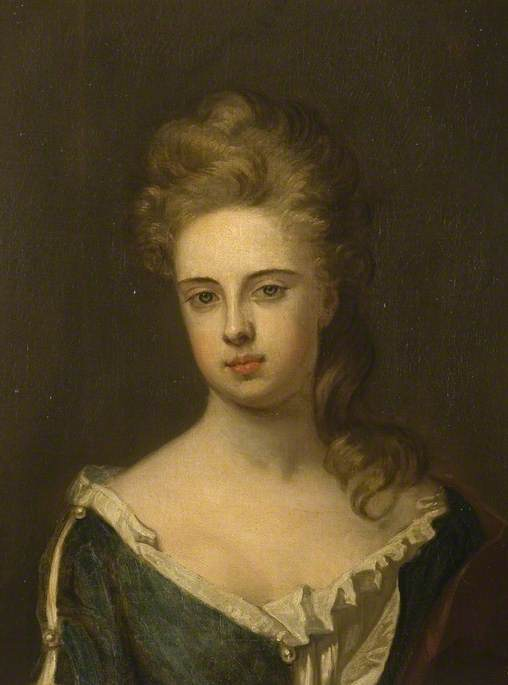
エセックス伯爵夫人ジェーン・ハイド

1718年11月27日、第4代クラレンドン伯爵ヘンリー・ハイドの娘ジェーン（1724年1月没）と結婚、4女をもうけた。
- シャーロット（英語版）（1721年 – 1790年） - 1752年3月30日、初代クラレンドン伯爵トマス・ヴィリアーズと結婚、子供あり
- メアリー（1782年4月没） - 1758年8月25日、ジョン・フォーブス（英語版）と結婚、子供あり

1726年2月3日、第2代ベッドフォード公爵ライオセスリー・ラッセルの娘エリザベス（1784年6月8日没）と再婚、2男4女をもうけた。
- 長男 - 早世
- ウィリアム（1732年 – 1799年） - 第4代エセックス伯爵